# Martin Neub

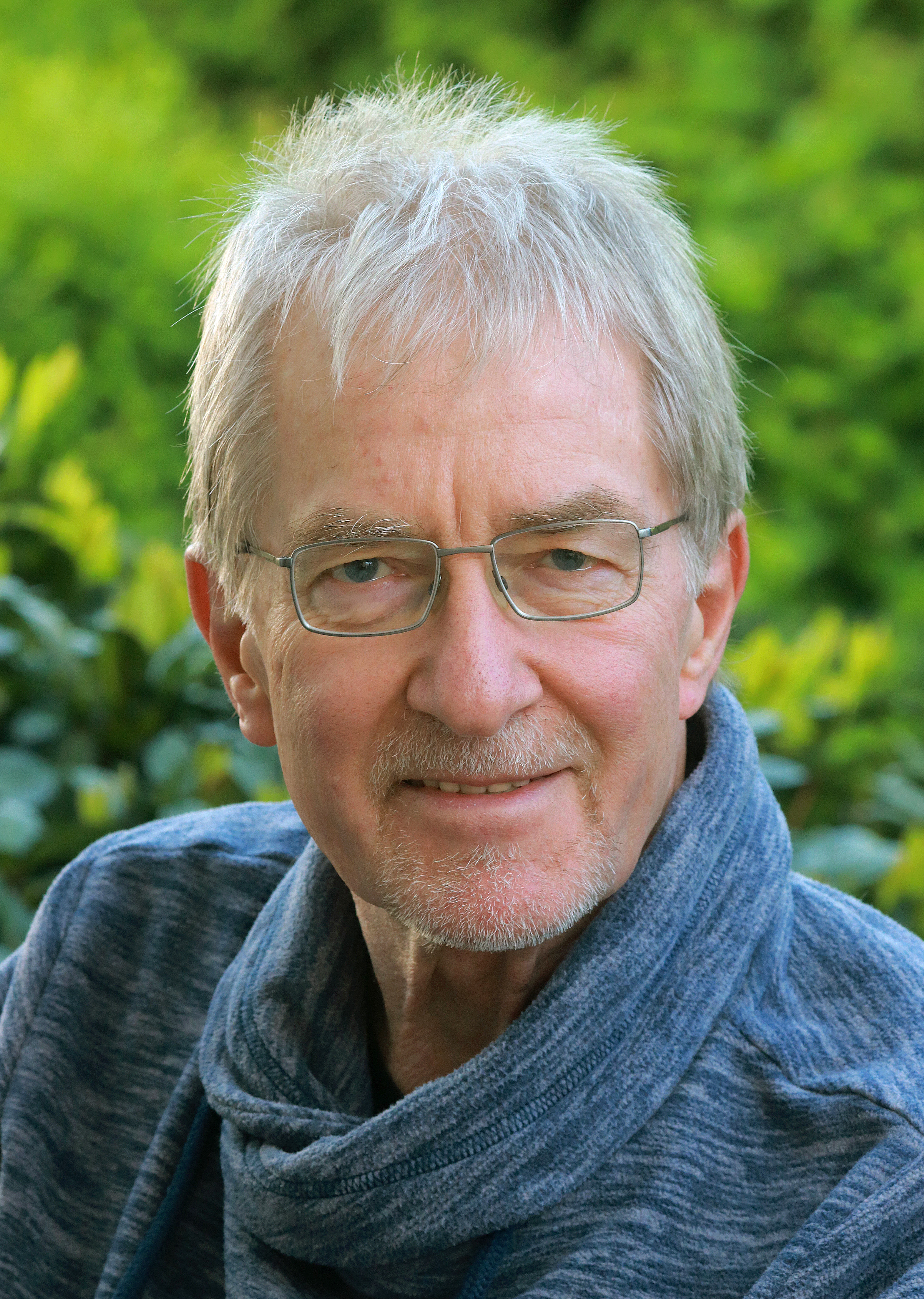
Martin Neub (2023)

Martin Neub (* 8. August 1949 in Stuttgart) ist ein deutscher Biologe und Naturschützer.

## Leben
Martin Neub begann mit 13 Jahren mit der Vogelbeobachtung und -bestimmung. Mit 16 Jahren trat er in den Deutschen Bund für Vogelschutz (DBV) ein und leitete dort Exkursionen und Jugendlager. In seiner Schulzeit führte er über drei Jahre Untersuchungen über das Schlafplatzverhalten von Lach- und Sturmmöwen am Stuttgarter Max-Eyth-See durch, wofür er 1968 den Hörlein-Preis des Verbands deutscher Biologen erhielt.
Von 1968 bis 1975 studierte er Biologie und im Nebenfach Chemie an der Albert-Ludwigs-Universität Freiburg mit Abschluss einer Diplomarbeit über Tausendfüßer und promovierte anschließend über die Evolutionsökologie von Meisen. Beruflich war er 35 Jahre in leitenden Positionen in der pharmazeutischen Industrie tätig.

## Wirken
Nach mehrjähriger Beteiligung in der Freiburger Gruppe des Deutschen Bunds für Vogelschutz (DBV) gründete Neub 1983 die Kreisgruppe Emmendingen des Naturschutzbunds Deutschland (NABU, vormals DBV). Dort initiierte er zahlreiche Arten- und Biotopschutzprojekte sowie öffentlichkeitsrelevante Aktivitäten und Veranstaltungen und erhielt dafür 1985 den Umweltpreis des Landkreises Emmendingen.
Von 1985 bis 1989 war er parallel als Mitglied im Landesvorstand des NABU Baden-Württemberg tätig. 1991 war er Mitgründer des ersten baden-württembergischen Landschaftserhaltungsverbandes Emmendingen e. V. (LEV) und sitzt seitdem dort im Fachbeirat. 2001 baute er den NABU-Bezirksverband Südbaden mit auf, dessen Vorstandsvorsitzender er seit 2009 ist. Seit 2013 ist Neub auch Stiftungsbeirat einer Freiburger Stiftung, die Naturschutzprojekte u. a. durch den Kauf ökologisch wertvoller Grundstücke fördert.
In den Jahren 2015 und 2016 wurde unter seiner Initiative die ehemaligen Zollstation an der Rheinfähre Kappel/Rhinau zur Naturschutzstation Taubergießen des NABU Südbaden mit der französischen Ligue pour la Protection des Oiseaux – Alsace (LPO Alsace) als grenzüberschreitendes Projekt konzipiert und umgebaut. Hier können sich die Besucher des Naturschutzgebiets Taubergießen über die dort vorkommende Vielfalt seltener und gefährdeter Tier- und Pflanzenarten informieren. Die Naturschutzstation wurde am 4. Mai 2016 eröffnet und am 19. August 2016 durch Umweltstaatssekretär Andre Baumann besucht.
Aus seiner Idee, leer stehende Umspannstationen im Kreis Emmendingen als Lebensraum für Tiere umzunutzen, entstand das Projekt „Ökotürme – neuer Wohnraum für Vögel, Fledermäuse und Co.“, das 2016 als offizielles Projekt der UN-Dekade Biologische Vielfalt ausgezeichnet wurde.
2022 wurde Neub in Würdigung seiner Verdienste für den Naturschutz vom NABU zum Ehrenmitglied ernannt und erhielt im selben Jahr die Staufer-Medaille des Landes Baden-Württemberg.

## Auszeichnungen und Ehrungen
- 1968: Hörlein-Preis des Verbands deutscher Biologen
- 2015: Foto des Jahres im Landkreis Emmendingen der Badischen Zeitung[8]
- 2022: Verleihung der Staufer-Medaille des Landes Baden-Württemberg[7]
- 2022: Ehrenmitglied des NABU[6]

## Schriften
- Die Invasion des Seidenschwanzes 1965/1966 in Baden-Württemberg. Ornithologische Mitteilungen 39, 1967, ISSN 0030-5723, S. 25–30.
- Lachmöwe und Sturmmöwe (Larus ridibundus, Larus canus) am mittleren Neckar. Jahreshefte der Gesellschaft für Naturkunde in Württemberg 124, 1969, ISSN 0368-2307, S. 260–269.
- Winternahrung und Kommensalismus der Lachmöwe (Larus ridibundus). Ornithologische Mitteilungen 22, 1970, ISSN 0030-5723, S. 31–35.
- Birkenzeisig-Invason (Carduelis flammea) 1972/73 in Baden-Württemberg. Ornithologische Anzeiger 12, 1973, ISSN 0940-3256, S. 248–255.
- Schlafplatzflug der Lachmöwe (Larus ridibundus) in einem süddeutschen Winterquartier. Journal für Ornithologie 115, 1974, ISSN 2193-7192, S. 62–78.
- Diplomarbeit Albert-Ludwigs-Universität Freiburg: Untersuchungen zur Ökologie und Habitatselektion an Glomeriden (Diplopoda), 1975 (124 S.)
- Dissertation: Evolutionsökologische Aspekte zur Brutbiologie von Kohlmeise (Parus major) und Blaumeise (Parus caeruileus). Albert-Ludwigs-Universität und Max-Planck-Institut für Verhaltensphysiologie, Vogelwarte Radolfzell, 1977 (243 S.)
- Brutbiologische Konsequenzen des asynchronen Schlüpfens bei Kohlmeise (Parus major) und Blaumeise (Parus caeruleus)[9]: Journal für Ornithologie 120, 1979, ISSN 2193-7192, S. 196–214.
- Lexikon der Biologie. 8 Bände, Herder, Freiburg 1983–1987, ISBN 3-451-19649-2, alle Beiträge über Vögel.
- Lexikon der Biologie. Ergänzungsband, Band 9, Herder, Freiburg 1994, ISBN 3-451-19649-2, alle Beiträge über Vögel.
- Lexikon der Biochemie und Molekularbiologie. Alle Begriffe zum Bereich Pharmakokinetik, 3 Bände, Herder, Freiburg 1991, ISBN 3-451-22064-4.
- „s Eige zeige“. Jahrbuch des Landkreises Emmendingen für Kultur und Geschichte 32/2018, 2018.[10]